# Ypthima martini
Ypthima martini is een vlinder uit de onderfamilie Satyrinae van de familie Nymphalidae. De wetenschappelijke naam van de soort is, als Strabena martini, in 1916 voor het eerst geldig gepubliceerd door Charles Oberthür.